# Forces armées de l'Uruguay
Les Forces armées de l'Uruguay (en espagnol: Fuerzas Armadas del Uruguay) sont les forces armées de la république orientale de l'Uruguay.
Elles se composent des forces armées suivantes :
- Armée de terre (Ejército Nacional del Uruguay)
- Marine (Armada Nacional del Uruguay),
- Aviation (Fuerza Aérea Uruguaya)

Ces trois branches sont constitutionnellement subordonnées au président de l'Uruguay par l'intermédiaire du ministre de la Défense. Le gouvernement a réduit [Quand ?] les forces armées à environ 16 800 pour l'armée ; 6 000 pour la marine ; et 3 000 pour l'armée de l'air. En février 2003, l'Uruguay avait plus de 2 500 soldats déployés dans 12 missions de la Force de maintien de la paix des Nations unies. Les groupes les plus importants se trouvent en république démocratique du Congo et en Haïti. Il y a aussi un contingent de 58 hommes dans la Force multinationale et observateurs au Sinaï. L'actuel ministre de la Défense est Javier García Duchini.